# Salvador Mammana Neto
Salvador Mammana Neto, bijgenaamd Salva, is een voormalige Braziliaanse voetballer. Hij was een diepe spits (midvoor) en was de allereerste Braziliaan actief in de Belgische voetbalcompetitie. 
Hij speelde vijf seizoenen voor Eendracht Aalst dat toen in de tweede klasse uitkwam. In het seizoen 1980/1981 werd hij topscorer in de Belgische tweede klasse met 18 doelpunten. In datzelfde seizoen miste hij met Eendracht Aalst in de eindronde de promotie naar eerste klasse. 
Salvador speelde voor zijn komst naar Aalst onder meer voor het Franse FC Duinkerken (FC Dunkerque, seizoen 75/76) en voor het inmiddels verdwenen Crossing Schaarbeek (seizoenen 71/72 & 72/73) waar hij in dertig wedstrijden tienmaal scoorde.